# Theo Heemskerk

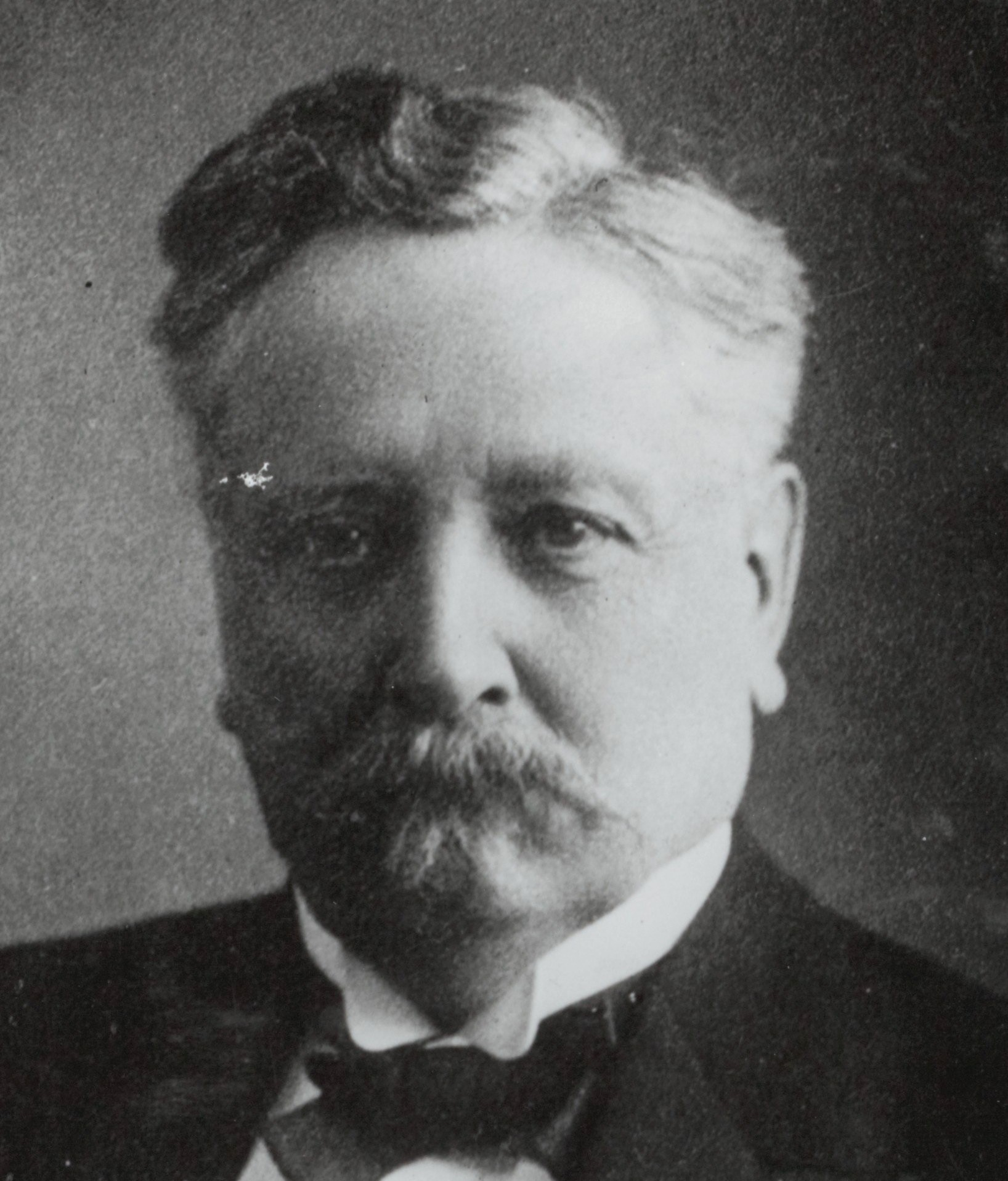
Theo Heemskerk

Theodorus (Theo) Heemskerk (* 20. Juli 1852 in Amsterdam; † 12. Juni 1932 in Utrecht) war ein niederländischer Politiker und Ministerpräsident.

## Leben

### Studium, berufliche Laufbahn und Kommunalpolitiker in Amsterdam
Der Sohn des späteren Ministerpräsidenten Jan Heemskerk absolvierte nach dem Schulbesuch in Den Haag und einem kurzen Studium am Polytechnischen Institut in Delft ab 1870 ein Studium der Rechtswissenschaften und des Römischen Rechts an der Universität Leiden, das er am 31. Mai 1876 mit einer Dissertation zum Thema über Eheschließungen von Niederländern im Ausland ("Over huwelijken van Nederlanders buitenslands") Magna cum laude abschloss. Nach dem Abschluss des Studiums arbeitet er bis 1901 als Rechtsanwalt in Amsterdam.
Zwischenzeitlich war er auch Mitverfasser eines Kommentars zum niederländischen Strafrecht ("Het Wetboek van Strafrecht in doorlopende aantekeeningen verklaard") (1880–1890). Außerdem war er noch 1931 Autor eines Fachbuches zum Thema des Ehe und ehelichen Vermögensrechts ("Enkele vragen van het huwelijksrecht en huwelijksvermogensrecht").
Gleichzeitig war er von 1889 bis 1895 Mitglied des Gemeinderates von Amsterdam. 1900 wurde er erneut Mitglied des Gemeinderates von Amsterdam sowie vom 15. Mai 1901 bis Februar 1908 Beigeordneter (Wethouder) für Finanzen und Öffentliche Arbeiten der Stadt Amsterdam.
Sein jüngerer Bruder Jan Heemskerk war ebenfalls Abgeordneter der Zweiten Kammer. Sein Schwiegervater Cornelis Hartsen war Außenminister.

### Abgeordneter der Generalstaaten
Am 8. Mai 1882 begann er seine nationale politische Laufbahn mit der Wahl zum Abgeordneten des Provinzparlaments von Nordholland, wo er als Mitglied der Anti-Revolutionaire Partij (ARP) den Wahlkreis Weesp bis zum Februar 1908 vertrat.
Am 1. Mai 1888 wurde er dann auch erstmals zum Abgeordneten der Zweiten Kammer der Generalstaaten, dem Unterhaus des Parlaments der Niederlande, gewählt, wo er zunächst bis zum 15. September 1891 den Wahlkreis Ridderkerk vertrat.
Am 25. April 1893 wurde er als Vertreter des Wahlkreises Harlingen erneut zum Abgeordneten der Zweiten Kammer der Generalstaaten gewählt. Nach seinem Ausscheiden am 20. März 1894 erfolgte bereits am 19. Juni 1894 die Wiederwahl zum Abgeordneten als Vertreter des Wahlkreises Sneek, den er dann bis zum 21. September 1897 innehatte. Am 17. September 1901 wurde er wiederum zum Abgeordneten der Zweiten Kammer gewählt, wo er zunächst den Wahlkreis Amsterdam VII und dann vom 19. September 1905 bis zum 10. Februar 1908 den Wahlkreis Sliedrecht vertrat.
Als Mitglied der ARP stand er oftmals im Widerspruch zu Abraham Kuyper, der von 1879 bis zu dessen Tod 1920 Vorsitzender der ARP war. Diese Differenzen waren letztlich so groß, dass sich Heemskerk weigerte ein Ministeramt anzunehmen, als Kuyper 1901 Ministerpräsident wurde. Vom September 1903 bis Februar 1908 war er jedoch Vorsitzender der Fraktion der ARP in der Zweiten Kammer.
Vom 25. Juli bis zum 18. September 1922 war erneut für kurze Zeit Abgeordneter, ehe er am 15. September 1925 wieder zum Abgeordneten gewählt der Zweiten Kammer der Generalstaaten gewählt wurde, der er dann bis zu seinem Tode angehörte. Außerdem war Heemskerk bis zum 17. September 1929 wieder Vorsitzender der Fraktion der ARP. Danach war er schließlich bis zu seinem Tode Stellvertretender Fraktionsvorsitzender der ARP.

### Minister und Ministerpräsident
Am 11. Februar 1908 wurde er als Nachfolger von Theodor de Meester Ministerpräsident (Vorsitzender des Ministerrates). Dieses Amt behielt er bis zu seiner Ablösung durch Pieter Cort van der Linden am 29. August 1913. Während der gesamten Amtszeit war er darüber hinaus Innenminister sowie zeitweise auch amtierender Kolonialminister von Februar bis Mai 1908 und amtierender Justizminister von Februar bis Juni 1910 und von Januar bis August 1913. Als Ministerpräsident setzte er sich besonders für die Bekämpfung der Armut und die Einführung von Impfungen durch. Zugleich nahm er eine führende Rolle in der Diskussion um Grenzschutz und Waffenbesitz ein.
Nach seinem Rücktritt als Ministerpräsident wurde er zunächst am 11. September 1913 Mitglied des Staatsrates (Raad van State), einem Verfassungsorgan zur Beratung der Regierung. Anschließend wurde er von Ministerpräsident Charles Ruijs de Beerenbrouck zum Justizminister berufen. Als solcher verblieb er bis zum Ende des zweiten Kabinetts de Beerenbrouck am 4. September 1925 im Amt.
Am 27. September 1926 wurde ihm der Ehrentitel eines Staatsministers (Minister van Staat) verliehen.